# Chmielewo Wielkie
Chmielewo Wielkie – wieś sołecka w Polsce położona w województwie mazowieckim, w powiecie mławskim, w gminie Wieczfnia Kościelna.
| SIMC    | Nazwa          | Rodzaj    |
| ------- | -------------- | --------- |
| 0128817 | Chmielewo Małe | część wsi |
| 0128800 | Grądzik        | część wsi |

W latach 1954–1959 wieś należała i była siedzibą władz gromady Chmielewo Wielkie, po jej zniesieniu w gromadzie Wieczfnia Kościelna. W latach 1975–1998 miejscowość administracyjnie należała do województwa ciechanowskiego.